# 20 luglio
Il 20 luglio è il 201º giorno del calendario gregoriano (il 202º negli anni bisestili). Mancano 164 giorni alla fine dell'anno.

## Eventi
- 555 – Dopo due anni di resistenza, Verona cade sotto il dominio dell'Impero bizantino
- 1304 – Edoardo I d'Inghilterra cattura il Castello di Stirling, ultima roccaforte ribelle delle guerre d'indipendenza scozzesi
- 1578 – A Roma presso la Chiesa di San Giovanni a Porta Latina vengono arrestate undici persone, tutte di sesso maschile e presumibilmente di origine portoghese e albanese, con l'accusa di aver costituito un circolo segreto di uomini all'interno del quale si manifestano legami di affetto omosessuale, si consumano rapporti carnali e si consacrano vincoli matrimoniali fra persone dello stesso sesso osservando la liturgia ecclesiastica, con la complicità di alcuni frati: il processo davanti al Tribunale criminale del Governatore si concluse con una condanna esemplare per otto degli imputati, tutti ritenuti colpevoli dei reati di sodomia e profanazione dell'istituto matrimoniale, con la condanna a morte per impiccagione eseguita il 13 agosto al Ponte Sant'Angelo e successivo rogo degli otto corpi; i tre assolti furono un frate, forse per evitare un coinvolgimento diretto della Chiesa cattolica, e due indagati graziati per aver collaborato con gli inquirenti[1][2]
- 1606 – Il cardinale Scipione Borghese acquista la Madonna dei Palafrenieri dipinta da Caravaggio e rifiutata dalla Basilica di San Pietro in Vaticano
- 1616 – Muore nel suo esilio a Roma Hugh O'Neill, protagonista della Fuga dei Conti
- 1808
  - Giuseppe Bonaparte, che si era insediato a Madrid dopo la vittoria del 14 luglio, è costretto ad abbandonare la città
  - Viene fondata Carmen de Carupa in Colombia
- 1810 – La Colombia dichiara l'indipendenza dalla Spagna
- 1833 – A Independence, nel Missouri, una folla contraria ai Mormoni distrugge la pressa per il Libro dei comandamenti di Joseph Smith
- 1860 – Sconfitto nella battaglia di Milazzo, l'esercito delle Due Sicilie lascia la Sicilia
- 1864 – Guerra di secessione americana, battaglia di Peachtree Creek: nei pressi di Atlanta, le forze confederate guidate dal generale John Bell Hood attaccano senza successo le truppe unioniste del generale William Tecumseh Sherman
- 1865 – Con la firma del regio decreto-legge n. 2438 da parte di Vittorio Emanuele II di Savoia, nasce il Corpo delle capitanerie di porto
- 1866 – Terza guerra d'indipendenza italiana: la flotta guidata dall'ammiraglio austriaco Wilhelm von Tegetthoff affonda il Re d'Italia e il Palestro nella battaglia di Lissa
- 1871 – La Columbia Britannica si unisce alla confederazione del Canada
- 1881 – Guerre indiane: Toro Seduto, capo della tribù Sioux,  porta gli ultimi fuggitivi del suo popolo alla resa alle truppe statunitensi, a Fort Buford nel Montana
- 1917 – La Dichiarazione di Corfù, che creerà il Regno di Jugoslavia dopo la fine della prima guerra mondiale, viene firmata dal Comitato jugoslavo e dal Regno di Serbia
- 1936 – Firma della Convenzione di Montreux
- 1940 – La rivista Billboard pubblica la sua prima hit parade
- 1944
  - Il Ponte Solferino a Pisa viene fatto saltare in aria dai tedeschi in ritirata
  - Lo Spezia Calcio vince il Campionato Alta Italia 1944
  - Adolf Hitler sopravvive al complotto del 20 luglio, un tentativo di assassinio guidato da Claus Schenk von Stauffenberg
- 1948 – Guerra fredda: il presidente statunitense Harry Truman istituisce il primo arruolamento di leva in tempo di pace degli Stati Uniti d'America, in un periodo di crescente tensione con l'Unione Sovietica
- 1951 – Re Abd Allah I di Giordania viene assassinato mentre partecipa alle preghiere del venerdì nella parte palestinese di Gerusalemme, allora occupata dalla Giordania
- 1960 – Nello Sri Lanka (all'epoca chiamato Ceylon) viene eletta Sirimavo Bandaranaike come primo ministro: è la prima donna al mondo a essere a capo di un governo
- 1961
  - Il Kuwait aderisce alla Lega araba
  - Programma Mercury: la Liberty Bell 7 viene ripescata dall'Oceano Atlantico
- 1964 – Guerra del Vietnam: le forze Viet Cong attaccano Cai Be, la capitale della provincia di Dinh Tuong, uccidendo 11 soldati sudvietnamiti e 40 civili (30 dei quali sono bambini)
- 1969
  - Programma Apollo: l'Apollo 11 si posa sulla Luna e, poche ore dopo, Neil Armstrong e Buzz Aldrin diventano i primi esseri umani a camminare sulla sua superficie
  - Finisce la Guerra del calcio tra El Salvador e Honduras
- 1974 – Guerra del luglio 1974: le forze turche invadono Cipro
- 1976 – Programma Viking: la sonda Viking 1 atterra su Marte
- 1982 – L'IRA fa esplodere due bombe nel centro di Londra, uccidendo otto soldati, ferendo 47 persone e causando la morte di sette cavalli
- 1985 – Il luogo in cui nel 1622 affondò il galeone spagnolo Nuestra Señora de Atocha viene trovato a 60 chilometri dalla costa di Key West da cercatori di tesori che recupereranno 400 milioni di dollari in monete e argento
- 1990 – Apre al porto di Ōsaka il grande acquario Kaiyūkan progettato da Peter Chermayeff e dedicato ai biomi della cintura di fuoco nell'Oceano Pacifico
- 1992
  - Václav Havel si dimette da presidente della Cecoslovacchia
  - Guerra in Bosnia ed Erzegovina: distruzione dell'Oslobođenje
- 2001 – Esce nelle sale cinematografiche giapponesi La città incantata, ottavo lungometraggio di Hayao Miyazaki: diverrà il più grande successo commerciale nella storia del cinema giapponese per 19 anni fino all'uscita del film Demon Slayer - Il treno Mugen nel 2020
- 2012 – Massacro di Aurora: un uomo armato di pistola e fumogeni irrompe in un cinema nel sobborgo di Aurora presso Denver (Colorado) durante la prima del film Il cavaliere oscuro - Il ritorno, uccidendo 15 persone e ferendone più di 50 (di cui due gravi), fra cui alcuni bambini
- 2013 – Esce nelle sale cinematografiche giapponesi Si alza il vento, undicesimo lungometraggio di Hayao Miyazaki
- 2017 - Si suicida tramite impiccagione il cantante dei Linkin Park Chester Bennington

## Nati
Ci sono circa 1 180 voci su persone nate il 20 luglio; vedi la pagina Nati il 20 luglio per un elenco descrittivo o la categoria Nati il 20 luglio per un indice alfabetico.

## Morti
Ci sono circa 480 voci su persone morte il 20 luglio; vedi la pagina Morti il 20 luglio per un elenco descrittivo o la categoria Morti il 20 luglio per un indice alfabetico.

## Feste e ricorrenze

### Civili
Internazionali:
- Giornata internazionale della luna [3][4]: la data ricorda il primo allunaggio di un essere umano (20 luglio 1969)
- Giornata internazionale degli scacchi

Nazionali:
- Cipro del Nord – Giorno della pace e della libertà
- Colombia – Giorno dell'indipendenza
- Giappone – Giorno del mare (Umi no hi)

### Religiose
Cristianesimo:
- Sant'Apollinare di Ravenna, vescovo e martire
- Sant'Andrea Wang Tianqing, fanciullo cinese, martire
- Sant'Anna Wang, vergine e martire
- Sant'Ansegiso di Fontenelle, abate
- Sant'Aurelio di Cartagine, vescovo
- San Cassiano di San Saba, abate
- Sant'Elia, profeta
- Sant'Ethelwitha, regina
- San Frumenzio, vescovo
- San Giovanni Battista Yi Kwang-nyol, martire
- San Giuseppe il Giusto, detto Barsabba, discepolo di Gesù
- San José María Díaz Sanjurjo, vescovo e martire
- San Léon-Ignace Mangin, sacerdote gesuita, martire
- San Lucano di Sabiona, vescovo
- Santa Lucia Wang Wangzhi, madre di famiglia, martire
- Santa Maddalena Yi Yŏng-hŭi e 7 compagni, martiri coreani
- Santa Maria Fu Guilin, martire
- Sante Maria Zhao Guozhi, Rosa Zhao e Maria Zhao, martiri
- Santa Maria Zhou Wuzhi, martire
- Santa Margherita di Antiochia, vergine e martire
- San Paolo Denn, sacerdote gesuita, martire
- San Paolo di Cordova, martire
- San Pietro Zhou Rixin, martire
- San Vulmaro, presbitero
- San Xi Guizi, fanciullo, catecumeno, martire
- Beato Bernoardo di Hildesheim, vescovo
- Beata Francisca Aldea Araujo (Francisca del Sacro Cuore di Gesù), suora e martire
- Beato Luigi Novarese, sacerdote
- Beata Rita Josefa Pujalte Sánchez (Rita Dolores Pujalte Sanchez), suora e martire

Religione romana antica e moderna:
- Ludi Francici, sesto e ultimo giorno